# Quindío
Quindío – departament Kolumbii. Leży w środkowo-zachodniej części kraju. Jego stolicą jest miasto Armenia. Słynie ze znakomitej jakości tutejszej kawy oraz jako region turystyczny.
Quindío jest najmniejszym departamentem Kolumbii, lecz drugim pod względem popularności wśród turystów, po mieście Cartagena miejscem w kraju.

## Gminy
1. Armenia
2. Buenavista
3. Calarcá
4. Circasia
5. Córdoba
6. Filandia
7. Génova
8. La Tebaida
9. Montenegro
10. Pijao
11. Quimbaya
12. Salento